# Maytenus vitis-idaea

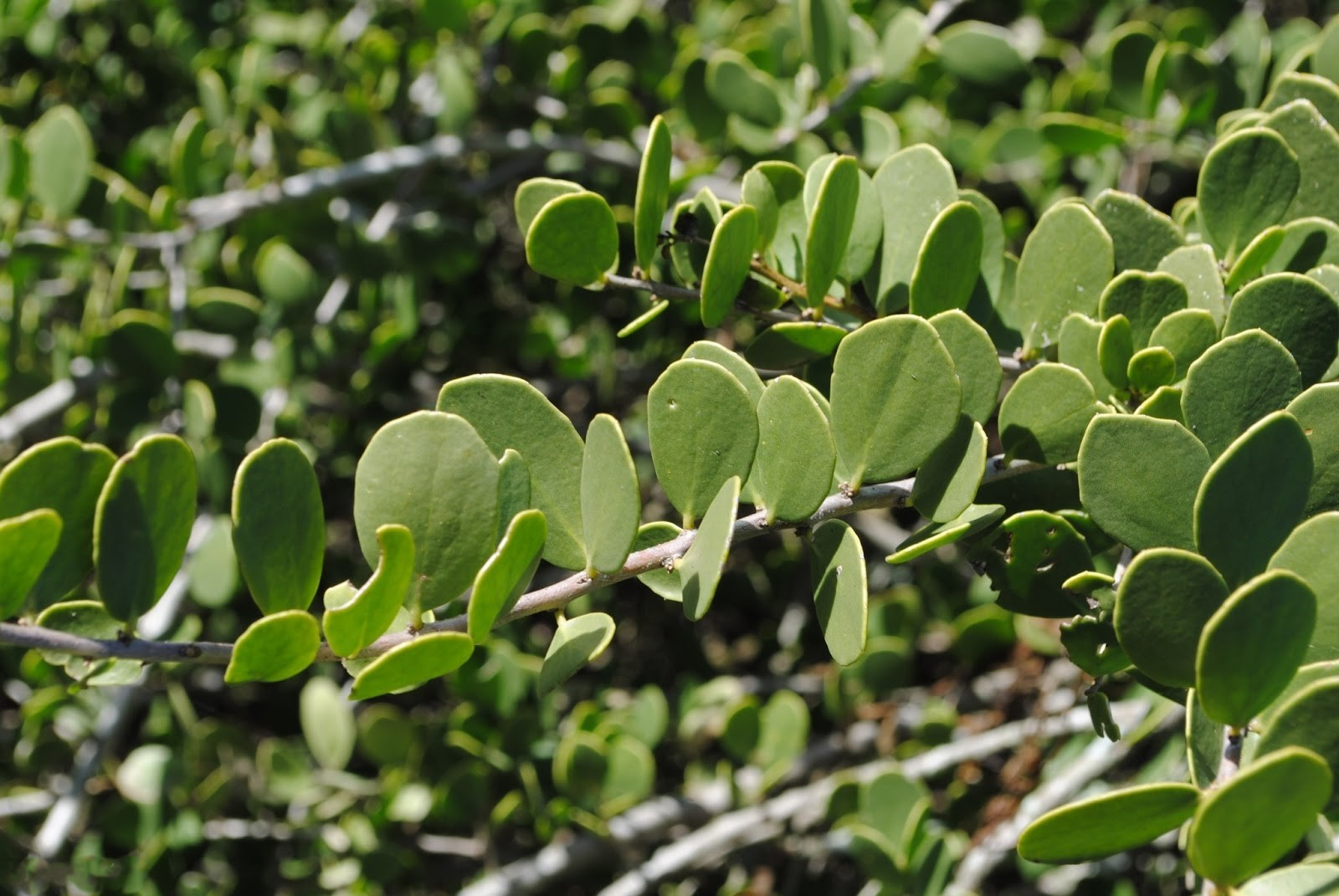
Tricerma vitis-idaeum Río Negro, Estancia Mafalda, Blanqueal al margen del Río Uruguay

Tricerma vitis-idaeum (Griseb.) Lundell o carne gorda. Basónimo: Maytenus vitis-idaea Griseb., (del mapuche maitén: leña dura) es una especie de  árbol o arbustosiempreverde de hasta 6m de altura, de la familia Celastraceae. Es endémico del norte de Argentina, Bolivia, Paraguay y Uruguay. Tiene delicadas hojas y se la usa como ornamental. 

## Descripción
Arbusto, o árbol pequeño, monoico, hasta 6 m de altura, ramas gruesas. Hojas alternas, pecíolo de 2-6 mm de largo, láminas elíptico-lanceoladas de 2-6 x 1,5-3 cm, gruesas y coriáceas, ápice y base atenuadas, bordes irregularmente aserrados. Estípulas rojizas, caedizas. Flores hermafroditas o unisexuales, en grupos de 2-3 en las axilas; 5-sépalos de 1 mm de largo; 5-pétalos vinosos de 2-3,5 mm, ovario reducido en flores masculinas con 5 estambres; en femeninas, el ovario ovoide termina en un estilo corto y éste a su vez, en un estigma plano bilobulado. Fruto cápsula de 6-8 x 5 mm, 2 valvas que contienen 1 a 2 semillas.

## Taxonomía

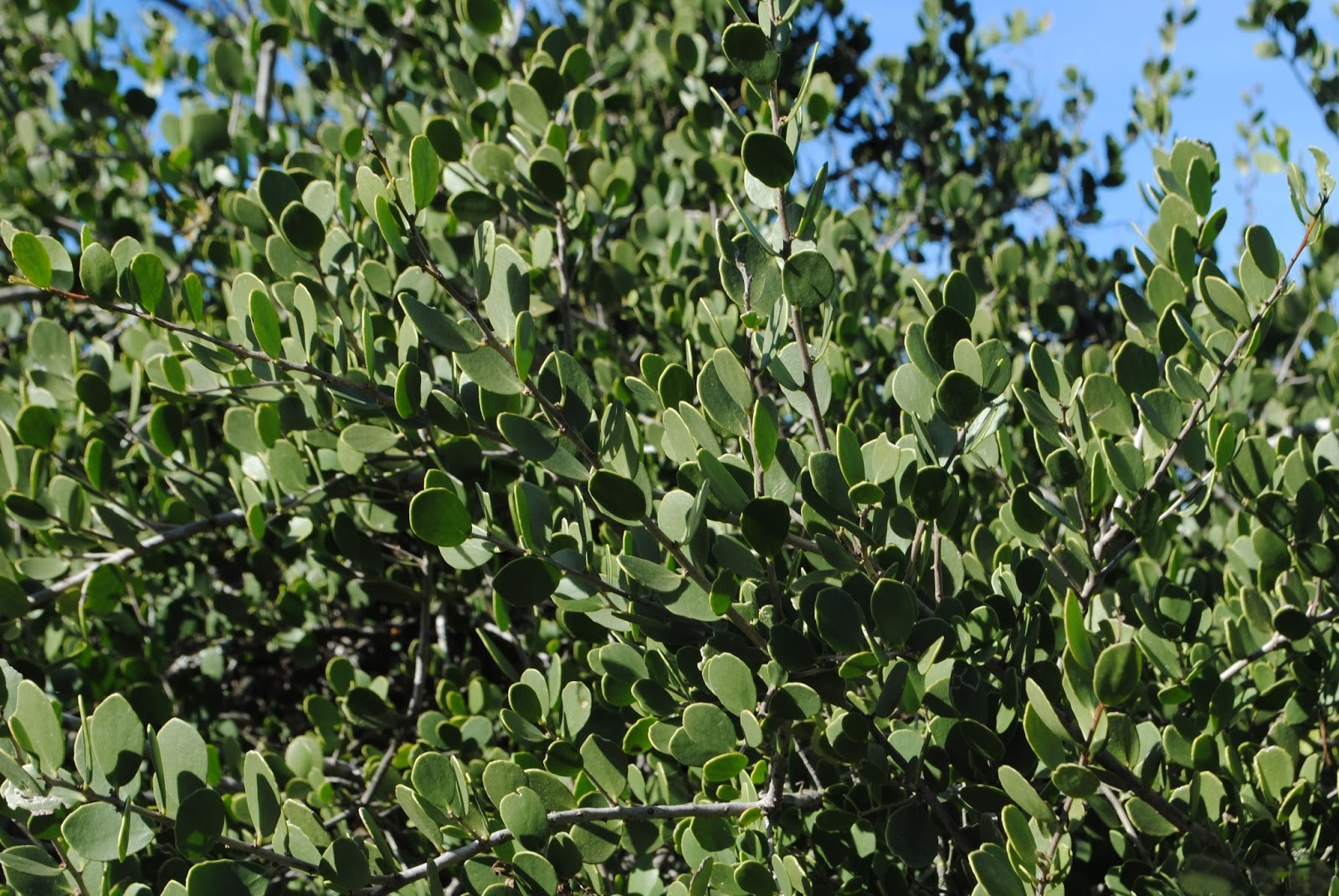
Tricerma vitis-idaeum Río Negro, Estancia Mafalda, Blanqueal al margen del Río Uruguay

Maytenus vitis-idaea  fue descrita por August Heinrich Rudolf Grisebach y publicado en Abhandlungen der Königlichen Gesellschaft der Wissenschaften zu Göttingen 19: 110. 1874.
Etimología
Maytenus: nombre genérico de  maiten, mayten o mayton, un nombre mapuche para la especie tipo Maytenus boaria.
vitis-idaea: epíteto latino que significa "uva del monte Ida".
Sinonimia]
- Maytenus lorentzii Briq.
- Maytenus paraguariensis Briq.
- Maytenus paraguariensis var. genuina Briq.
- Maytenus paraguariensis var. grandifolia Briq.	[4]

## Nombres comunes
- Tala salado, colquiyuyo, coiqueyuyo, carne gorda, Sal del indio